# Stanisław Inwałdzki
Stanisław Inwałdzki herbu Kornicz – wojski oświęcimski w latach 1565–1596.
Poseł województwa krakowskiego na sejm 1578 roku. W 1587 roku podpisał reces, sankcjonujący wybór Zygmunta III Wazy.